# Figulus fissicollis
Figulus fissicollis es una especie de coleóptero de la familia Lucanidae.

## Distribución geográfica
Habita en Lanyu, Taiwán, Islas Salomón y  Fiyi.